# Junkers K 43
Lo Junkers K 43 fu un aereo militare multiruolo monomotore ad ala bassa sviluppato dall'azienda aeronautica tedesca Junkers Flugzeugwerke AG negli anni venti ma costruito su licenza dall'azienda svedese AB Flygindustri.
Variante militare armata dello Junkers W 34 civile, venne offerto sul mercato dell'aviazione militare nei ruoli di aereo da trasporto, bombardiere leggero ed aereo da ricognizione riuscendo ad ottenere delle commissioni da Argentina, Bolivia, Cile, Colombia, Finlandia e Portogallo.

## Storia del progetto
Al termine della prima guerra mondiale, in seguito alla definizione del Trattato di Versailles, venne imposta una pesante restrizione nell'attività dell'aviazione tedesca. In ambito militare l'intera flotta di velivoli militari tedeschi venne requisita per essere assegnata alle forze aeree alleate alla Triplice intesa come parte del risarcimento dei danni subiti od essere avviata alla distruzione. Tuttavia, seppur limitata e sotto il controllo di un'apposita commissione, venne consentita la ripresa dell'aviazione civile, sia in ambito turistico che commerciale, apponendo delle specifiche per limitare le capacità dei modelli in modo da renderli inefficaci come velivoli militari. Al fine di aggirare queste imposizioni e garantirsi una possibilità di operare sul mercato dell'aviazione militare, nel gennaio 1925 Hugo Junkers fondò con i fratelli Carl e Adrian Florman, con i quali aveva intrapreso accordi commerciali già dal 1923 ed erano proprietari della compagnia aerea Aero Transport AB, la AB Flygindustri, con sede e stabilimento a Limhamn, nel comune di Malmö.
Le iniziali imposizioni riguardavano anche il rapporto potenza-peso ma le mutate esigenze di trasporto nel corso degli anni convinsero la commissione, nel 1926, ad autorizzare specifiche meno restrittive. Tuttavia per la realizzazione di una variante armata dello Junkers W 34 si preferì avviare la produzione a Limhamn.
Il velivolo, indicato come K 43 per l'inversione delle cifra identificativa del modello da cui derivava, riproponeva l'impostazione del W 34, un monomotore in configurazione traente, monoplano ad ala bassa realizzata in pannelli di duralluminio corrugato, tipico dell'azienda, liberando lo scompartimento passeggeri delle poltroncine creando uno spazio idoneo per il trasporto e dotandolo di aperture per le postazioni di difesa equipaggiate con mitragliatrici sul tetto e sul pavimento della cabina.
Realizzato con diverse motorizzazioni, in base alle richieste dei committenti, vennero identificati come K 43 do (Colombia), K 43 fa (Finlandia) e K 43 fy (Colombia e Portogallo).

## Impiego operativo
Alcuni tra i K 43 consegnati ebbero un impiego operativo nell'ambito di un conflitto armato. Soprannominati localmente "Bush Bomber", vennero utilizzati, assieme ai W 34, dalla Fuerza Aérea Boliviana tra il 1932 ed il 1935 durante il conflitto tra Bolivia e Paraguay per il controllo della regione del Gran Chaco, nota come Guerra del Chaco.

## Versioni
K 43
versione basata a terra,
K 43W
versione idrovolante a scarponi.

## Utilizzatori
Argentina
- Servicio Aéronautico del Ejército

 Bolivia
- Fuerza Aérea de Bolivia

 Colombia
- Fuerza Aérea Colombiana

 Finlandia
- Suomen ilmavoimat

 Portogallo
- Aviação Naval